# Rostskrikuv
Rostskrikuv (Megascops ingens) är en fågel i familjen ugglor inom ordningen ugglefåglar.

## Utseende och läte
Rostskrikuven är en storvuxen medlem av släktet. Den uppträder i två färgformer, en brun och en roströd med ljusare buk. Ansiktet är relativt rent tecknat och örontofsarna är inte särskilt framträdande. Den skiljs från andra skrikuvar i sitt utbredningsområde genom mörka ögon, ej gula, och sången, en rätt snabb serie med mjuka visslingar. Även serier som inleds långsamt och plötsligt ökar i hastighet kan också höras.

## Utbredning och systematik
Rostskrikuv förekommer i Anderna och delas in i tre underarter med följande utbredning:
- ingens-gruppen
  - Megascops ingens venezuelanus – norra Colombia och nordvästra Venezuela
  - Megascops ingens ingens – norra Ecuador till Peru och västra centrala Bolivia
- Megascops ingens colombianus – Andernas västsluttning från Colombia till nordvästra Ecuador

Taxonet aequatorialis som förekommer i Anderna i östra Ecuador behandlas antingen som en underart till vitstrupig skrikuv eller som synonym med nominatformen av rostskrikuv, ingens. Underarten colombianus behandlades tidigare som den egna arten "colombiaskrikuv".

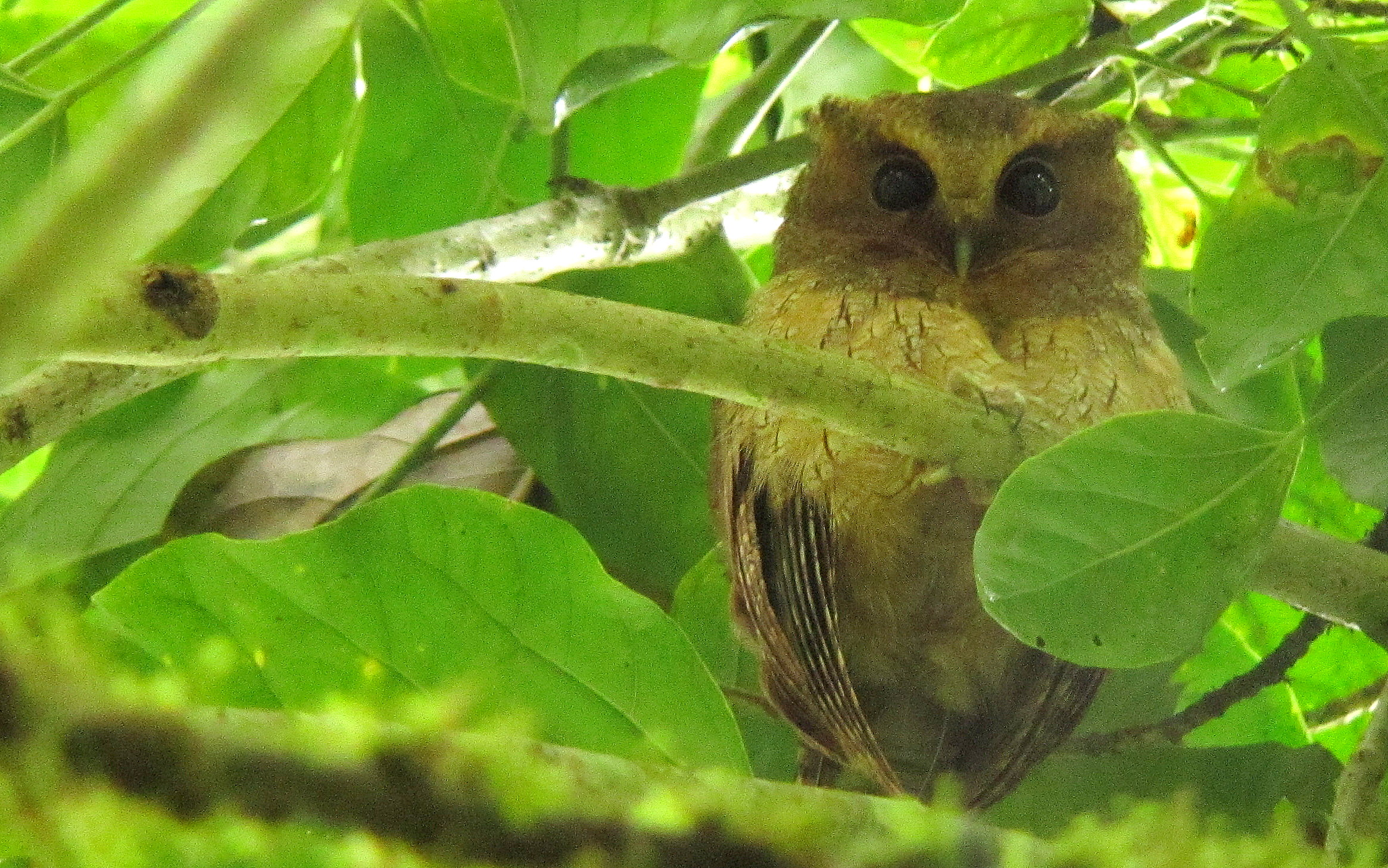
Underarten colombianius som tidigare behandlades som egen art.

## Levnadssätt
Rostskrikuven hittas i molnskogar på medelhög höjd. Födan är dåligt känd men tros bestå av större insekter och spindlar samt små ryggradslösa djur. Den har noterats ta pungråttan Marmosops impavidus.

## Status
Arten har ett stort utbredningsområde och beståndet anses vara stabilt. Internationella naturvårdsunionen IUCN listar den därför som livskraftig (LC).